# Tetlʼámǟn
Der Tetlʼámǟn (seit 2006 offizieller Name des Sees), auch als Tatlmain Lake oder Ta’tla Mun bekannt, ist ein 31,41 km² großer See, der sich 40 km südöstlich von Pelly Crossing im kanadischen Yukon-Territorium befindet. Der See befindet sich im Stammesgebiet der Selkirk First Nation.

## Lage
Der Tetlʼámǟn besitzt eine Länge von 22,6 km in Ost-West-Richtung sowie eine maximale Breite von 2,4 km. Der See ist bis zu 48 m tief und weist eine mittlere Wassertiefe von 27 m auf. Der Tatlmain Creek mündet in das südliche Ufer des Sees. Der Mica Creek durchfließt den See in nordwestlicher Richtung und mündet später in den Pelly River. Es gibt keinen Straßenzugang, aber ein Weg, der mit Allrad-Fahrzeugen oder Schneemobilen befahren werden kann, führt von Pelly Crossing zum See.

## Seefauna
Im See kommen u. a. folgende Fischarten vor: Amerikanischer Seesaibling, Hecht, Quappe, Heringsmaräne, Arktische Äsche, Catostomus catostomus und Cottus cognatus vor.